# Гродзиньская, Тереса
Тереса Ядвига Гродзиньская (пол. Teresa Jadwiga Grodzińska; 20 декабря 1899 года, Яшовице, Российская империя — 1 сентября 1920 года, Чортовице, Польша) — польская санитарка поля боя, героиня польско-советской войны.

## Биография
Происходила из шляхетской семьи герба Кушаба. Дочь известной радомской меценатки Брониславы Аркушевской (герба Ястржембец). В 1918 году окончила гимназию имени Марии Гайл в Радоме. В период учёбы в гимназии участвовала в харцерском движении. В 1915 году вступила в подпольную Национальную молодёжную организацию. После окончания гимназии начала учёбу в варшавской сельскохозяйственной школе.
После начала польско-советской войны окончила курсы боевых санитарок и добровольцем пошла на работу в Уяздовский военный госпиталь, чтобы наработать медицинскую практику для участия в войне в качестве санитарки поля боя. 21 июля 1920 года была приписана в качестве санитарки к санитарной роте 1 Добровольческой кавалерийской бригады, действовавшей в окрестностях Хрубешува. Затем была переведена в боевой состав и приписана к 5 роте 2 батальона 4 пехотного полка Легионов.
С 19 августа 1920 года участвовала в боевых действиях в районе Хрубешува. Во время отступления 2 батальона из деревни Грудек, осталась в арьергарде с тяжело раненными солдатами. В том числе сумела организовать их переправу через простреливаемый тремя неприятельскими пулемётами горящий мост на реке Хучве. 1 сентября 1920 года отказалась выходить из окружения вместе с 4 полком, который был окружён 1 конной армией Семёна Будённого. Осталась с раненными солдатами в деревне Стефанковице и была при этом взята в плен красноармейцами.
Красноармейцы перевезли её в деревню Чортовице, где заперли в сарае, собираясь позднее изнасиловать. Когда красноармейцы вернулись, Тереса отбивалась от них найденным в сарае топором, убив при этом двух насильников. Была жестоко замучена и убита.
После освобождения окрестностей Хрубешува, местное население указало на место захоронения героини. Тело было эксгумировано по приказу командира 35-го пехотного полка и освидетельствовано. Она была настолько изувечена и изрублена шашками, что опознать Тересу удалось только по вышитой на её санитарном переднике монограмме.
Тереса была перевезена в Хелм, а затем 18 сентября 1920 года в Радоме прошли официальные похороны героини с воинскими почестями. Похороны посетило практически всё население города и они стали манифестацией патриотизма в Радоме. Похоронена на местном римско-католическом кладбище.

## Награды
- Золотой крест ордена Virtuti Militari — № 440 (посмертно). За заслуги в период службы, в том числе уход за раненными и их спасение во время отступления 22 августа 1920 года[2]. Декрет от 28 февраля 1921 года на основе запроса внесённого 11 сентября 1920 года полковниками Мечиславом Сморавиньским и Михалом Жимерским.
- Крест Храбрых[2].
- Почётный знак Польского Красного Креста I степени[пол.][4].

## Память
Её короткая жизнь и героическая смерть были описаны Марией Залеской в книге W okopach. Pamiętnik kobiety-lekarza batalionu (1934) и Мельхиором Ваньковичем (Szpital w Cichniczach).
Одна из трёх героинь польского художественного фильма 1999 года «Ворота Европы».
В 1926 году на Уяздовском госпитале была установлена мемориальная доска и именем Тересы была названа одна из зал госпиталя.
20 мая 1934 года мемориальная доска, посвящённая Тересе и ещё трём выпускницам школы, была установлена на здании женской гимназии имени Марии Гайл (сейчас III общеобразовательный лицей имени полковника Дионисия Чаховского). Доска пропала в период немецкой оккупации, но была вновь установлена с воинскими почестями во время празднования 100-летия школы 17 октября 2007 года.
Судьба Тересы показана также в спектакле «Камни говорят» режиссёра Адама Ференция.
Её имя нанесено на одну из табличек на кирпичной стене на Вавеле. Табличка была установлена в 1920-х годах, снята после Второй мировой войны и вновь установлена в 1997 году.
7 июля 2008 года имя Тересы присвоено улице в городе Радом.
В Яшовицах 13 декабря 2009 года был установлен памятный крест, а 4 сентября 2010 года, в 90-летие её героической гибели, прошли мероприятия её памяти.